# Ethnopoétique
L’ethnopoétique est un domaine de recherche, entre autres à l'Université du Nebraska, à l'Université de la Saskatchewan et à l'université Paris-VII, et qui étudie la poésie d'orature dans les sociétés traditionnelles et les sociétés anciennes dans son importance culturelle et sociale. Ce domaine a largement bénéficié des travaux du chercheur Dell Hymes. 

## Sources
- Dell, Hymes, Now I Know Only So Far: Essays in Ethnopoetics. University of Nebraska Press: Lincoln and London, 2003.
- Florence Dupont, L'Ethnopoétique : un nouvel espace de recherches, Diffusion des savoirs ENS Paris [audio] en histoire, 2007.